# ロンド・ファン・フラーンテレン2017
ロンド・ファン・フラーンデレン2017（蘭：De Ronde Van Vlaanderen 2017、英：2017 Tour of Flanders）は、ロンド・ファン・フラーンデレンの101回目の大会。2017年4月2日に行われた。

## 参加チーム

### UCIプロフェッショナルコンチネンタルチーム
- コフィディス
- スポートフラーンデレン・バロワーズ
- ウィリエール・トリエスティーナ＝セッレ・イタリア
- ディレクト・エネルジー
- ヴェランダスウィレムス・クレラン
- ルームポット・オランジェ・プロトン
- ワンティ・グループゴベール

## 最終成績
アントウェルペン – アウデナールデ、260.8km
| 順位 | 選手名                                 | チーム                                           | 時間          |
| ---- | -------------------------------------- | ------------------------------------------------ | ------------- |
| 1    | フィリップ・ジルベール (BEL)           | クイックステップ・フロアーズ                     | 6時間23分45秒 |
| 2    | フレフ・ヴァン・アーヴェルマート (BEL) | BMCレーシング・チーム                            | +29秒         |
| 3    | ニキ・テルプストラ (NED)               | クイックステップ・フロアーズ                     | +29秒         |
| 4    | ディラン・ファン・バールレ (NED)       | キャノンデール・ドラパック                       | +29秒         |
| 5    | アレクサンダー・クリストフ (NOR)       | カチューシャ・アルペシン                         | +53秒         |
| 6    | サーシャ・モドロ (ITA)                 | UAE チーム・エミレーツ                           | +53秒         |
| 7    | ジョン・デゲンコルプ (GER)             | トレック・セガフレード                           | +53秒         |
| 8    | フィリッポ・ポッツァート (ITA)         | ウィリエール・トリエスティーナ＝セッレ・イタリア | +53秒         |
| 9    | シルヴァン・シャヴァネル (FRA)         | ディレクト・エネルジー                           | +53秒         |
| 10   | ソニー・コルブレッリ (ITA)             | バーレーン・メリダ                               | +53秒         |